# Крымская морфологическая школа
Крымская морфологическая школа — это научное сообщество, которое объединяет учёных, в разное время являвшихся сотрудниками ряда морфологических кафедр Медицинской академии имени С. И. Георгиевского (нормальной анатомии, топографической анатомии с курсом оперативной хирургии, медицинской биологии, судебной медицины и патологической анатомии).

## История

Профессор Р. И. Гельвиг

Основателем Крымской морфологической школы является известный морфолог, ученик Петра Франциевича Лесгафта, Роман Иванович Гельвиг, который в 1918 году возглавил только что основанный Таврический университет.
После создания в 1931 году Крымского медицинского института лидером морфологической науки становится профессор В. В. Бобин — ученик академика Владимира Петровича Воробьева. Под его руководством проведены исследования, направленные на изучение морфологии периферического отдела нервной системы, вегетативной иннервации органов, а также цикл антропометрических исследований черепов по данным археологических раскопок.
В период с 1970 по 1990 годы в подразделениях Крымской морфологической школы происходит модернизация материально-технической базы, создаются научно-исследовательские лаборатории, внедряются современные методы гистологического, гистохимического и ультраструктурного изучения различных органов и тканей млекопитающих животных. Научными руководителями в это время становятся профессора Зяблов В. И. и Шаповалов Ю. Г. Под их руководством были начаты комплексные экспериментальные исследований в области нейроморфологии и эмбриологии.
В это время начинается комплекс исследований по изучению биологических свойств ксеногенной спинномозговой жидкости под руководством профессора В. В. Ткача. По результатам цикла проведенных экспериментальных исследований было опубликовано более двухсот научных статей и тезисов. Данные исследования активно продолжаются и во втором десятилетии двадцать первого века и затрагивают вопросы воздействия ксеногенной цереброспинальной жидкости на половую, иммунную, эндокринную, пищеварительную, дыхательную, мочевыделительную и другие системы организма, фундаментальные аспекты регуляторных потенций цереброспинальной жидкости и взаимодействия нервной, иммунной и эндокринной систем.
Начиная с 2000-х годов, на кафедре нормальной анатомии под руководством профессора В. С. Пикалюка был выполнен цикл работ, посвященный воздействию интоксикации свинцом на различные органы и системы организма. По результатам проведенных экспериментальных исследований было защищено 3 кандидатских диссертации.
С 2004 по 2008 гг. на кафедре была выполнен комплекс исследований на тему «Возрастные морфофункциональные особенности отдельных органов и систем организма под влиянием гравитационных перегрузок и различных методах их коррекции», по результатам которой были защищены 7 кандидатских диссертаций и 2 докторских диссертации.
С 2007 года на кафедре нормальной анатомии выполняется научно-исследовательская работа по теме «Онтогенетические особенности морфофункциональных изменений и процессов регенерации разных органов млекопитающих при парентеральном введении прижизненно взятой ксеногенной спинномозговой жидкости», а с 2013 года — «Морфогенез органов иммунной системы млекопитающих при парентеральном введении ксеногенной спинномозговой жидкости в условиях воздействия неблагоприятных факторов окружающей среды».

## Научные направления
Начиная с 2013 года, сотрудниками Крымской морфологической научной школы проводится целый ряд исследований по следующим темам:
- «Морфогенез органов иммунной системы млекопитающих при парентеральном введении ксеногенной спинномозговой жидкости в условиях воздействия неблагоприятных факторов окружающей среды»;
- «Исследование структуры кожи и эндокринных органов при экспериментальной ожоговой болезни и различных методах ее коррекции»
- «Поиск возможных путей уменьшения локальной воспалительной реакции на имплантацию эндопротезов при пластике грыж передней брюшной стенки»
- «Исследование влияния низкоинтенсивного электромагнитного излучения мобильных телефонов на структуру отдельных органов и тканей в эксперименте»
- «Морфогенез органов и систем организма в условиях воздействия неблагоприятных экоантропогенных факторов»
- «Постнатальные возрастные и половые особенности органов и тканей крыс линии Вистар под воздействием аэрозоля безникотиновых электронных сигарет и методы их коррекции»
- «Построение анатомически обоснованных 3D моделей органов человека» (научный руководитель — профессор В. С. Пикалюк);
- «Оптимизация кардиопротекторной терапии при различных видах гипоксического повреждения сердца (экспериментальное исследование)»
- «Морфологические аспекты межклеточных взаимодействий в условиях различной патологии»